# Вільярес-дель-Сас
Вільярес-дель-Сас (ісп. Villares del Saz) — муніципалітет в Іспанії, у складі автономної спільноти Кастилія-Ла-Манча, у провінції Куенка. Населення — 633 особи (2010).
Муніципалітет розташований на відстані близько 120 км на південний схід від Мадрида, 39 км на південний захід від Куенки.

## Демографія
Динаміка населення (INE ):